# Habropoda tainanicola
Habropoda tainanicola är en biart som först beskrevs av Embrik Strand 1913.  Habropoda tainanicola ingår i släktet Habropoda och familjen långtungebin. Inga underarter finns listade i Catalogue of Life.